# Olha Franko

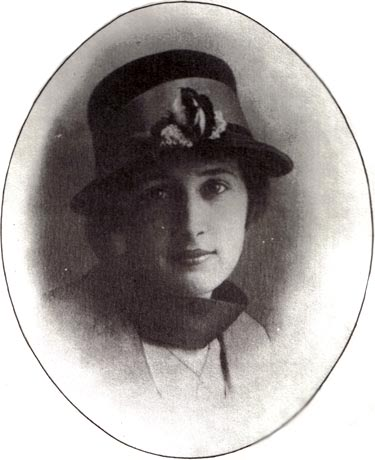
Olha Franko

Olha Fedoriwna Franko (Junior) (ukrainisch Франко Ольга Федорівна (Білевич); * 24. Juli 1896 in Wyriw bei Lwiw; † 27. März 1987 in Lwiw) war eine ukrainische Köchin und Autorin von Kochbüchern.

## Biographie
Olha Fedoriwna Bilewitsch wurde 1896 in Wyriw, das heute zu Lwiw gehört, geboren und besuchte dort ein privates Gymnasium. Sie studierte von 1920 an zwei Jahre lang kulinarische Küche an der Höheren Landwirtschaftsschule in Wien.
Franko schrieb die Die erste ukrainische Küchenpraxis (ukrainisch Першу українську загально-практичну кухню) und veröffentlichte sie 1929 im westukrainischen Kolomyja. In diesem Buch stellte sie Rezepte der galizischen und ukrainischen Küche mit regionaltypischen Zutaten vor. In der übrigen Sowjetunion wurde das Buch nicht vertrieben, da man es als „bürgerliche Literatur“ einstufte. 1991 wurde es in einer Neuauflage breit auf den Mark gebracht, 2019 wiederum erfuhr es eine Neuausgabe mit einem Vorwort der bekannten Anthropologin und Kochbuchautorin Marianna Dushar. Olha Franko gilt neben Darja Zwek als berühmteste galizische Köchin bzw. Kochbuchautorin.
In der Küchenpraxis finden sich viele Süßspeisen wie Pfannkuchenbrot mit Äpfeln, Amonjaky-Kuchen, glasierte Kastanien, Quitten- und Jasminmarmelade, Veilchensaft, kandierte Früchte, Berberitzenmarmelade und makedonischer Obstsalat, aber auch Schweinerippchen, Rinderherz, Flusskrebssuppe und ukrainischer Borschtsch.
1937 veröffentlichte Franko ihre zweites Buch Nationalküche (ukrainisch Всенародна кухня), das sich intensiv mit ernährungswissenschaftlichen Fragen beschäftigt. Franko forderte darin die Hausfrauen auf, von den lokalen Behörden Kontrollen der Lebensmittelqualität zu verlangen. Die vorgestellten Speisen sind in diesem Buch in eine jahreszeitliche Ordnung eingefügt.

## Privates

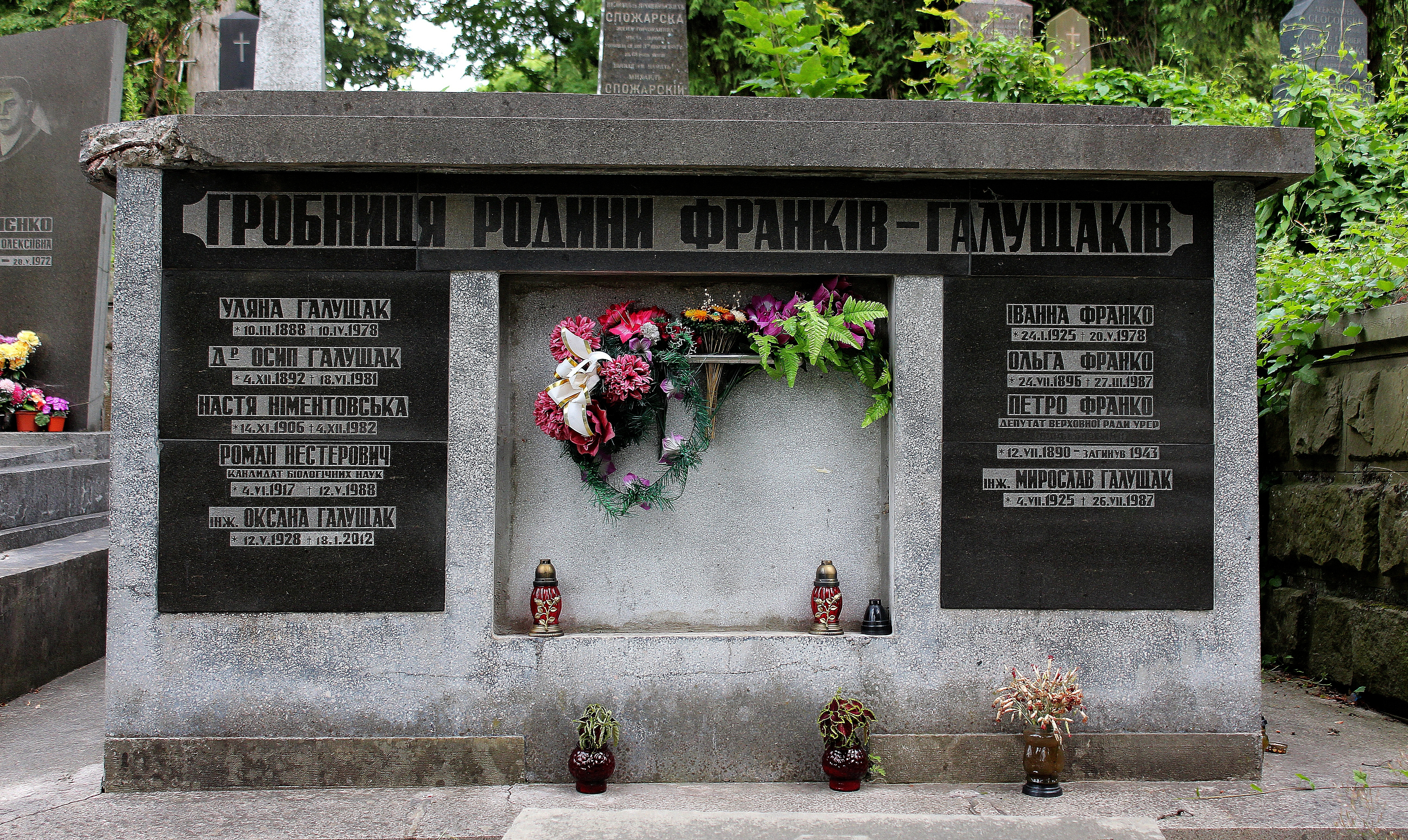
Familiengrab der Frankos auf dem Lytschakiwski-Friedhof

Olha heiratete 1917 den verwitweten Petro Franko, Sohn des ukrainischen Aktivisten, Schriftstellers und Gourmets Iwan Franko und seiner Frau, die ebenfalls Olha Franko hieß. Schwiegermutter und -tochter wurden zur Unterscheidung oft durch die Zusätze „junior“ und „senior“ gekennzeichnet.
Olha und Peter Franko hatten zwei Töchter: Wira (1923–1996) und Iwanna (1925–1978).
Petro Franko wurde 1941 unter unklaren Umständen getötet, ohne dass seine Familie etwas über seinen Verbleib erfuhr. Olha junior starb 1987 im Alter von 90 Jahren in Lwiw.